# Нафтопереробна промисловість України
Нафтопереро́бна промисло́вість Украї́ни — галузь важкої промисловості, підприємства якої з сирової нафти виробляють різні нафтопродукти. Основна продукція нафтопереробної промисловості: паливо для карбюраторних (авіаційні та автомобільні бензини), реактивних (авіаційний гас), дизельних (дизельне паливо) двигунів, котельне паливо (мазути), моторні масла, спеціальні, різного призначення бітуми, парафіни, кокс для електродної промисловості, мастила тощо, всього — понад 300 найменувань.
На базі нафтової сировини виготовляють велику кількість хімічної і нафтохімічної продукції. Продукцію нафтопереробної промисловості застосовують у різних галузях господарства країни. Від 1990 року до 2000 року виробничі обороти нафтопереробної промисловості скоротилися на 71%.

## Історія
В дореволюційній Російській імперії переробку нафти здійснювали за примітивною технологією, основним продуктом переробки був гас. Нафтопереробні підприємства були зосереджені головним чином на Кавказі (Баку, Грозний). В СРСР створено високо розвинену потужну нафтопереробну промисловість. В Україні перші нафтопереробні заводи виникли на Прикарпатті — в Бориславі, Львові, Дрогобичі, Надвірній. До 1939 тут діяло 19 дрібних нафтопереробних підприємств, оснащених примітивною технікою. Після приєднання західних областей України до УРСР і особливо в післявоєнні роки розвиток нафтопереробної промисловості Прикарпаття значно прискорився. В 1937—38 збудовано перші нафтопереробні заводи в Одесі, Херсоні, Бердянську. Швидкими темпами розвивається нафтопереробна промисловість республіки після 1950, коли було відкрито нові нафтові родовища на Прикарпатті і в східних районах республіки. Було реконструйовано діючі нафтопереробні заводи, деякі підприємства збудовано заново, стали до ладу потужні нові. Всього в Україні на 1980 рік діяло 8 підприємств нафтопереробної промисловості, серед яких 7 нафтопереробних і 1 нафтомаслозавод. Найпотужніші підприємства нафтопереробної промисловості республіки: Кременчуцький нафтопереробний завод, Лисичанський нафтопереробний завод, Херсонський нафтопереробний завод, Бердянський дослідний нафтомаслозавод. Нафтопереробну галузь УРСР у 1960-1980х роках очолювали Лісничий Григорій Омелянович, Баєвич Віктор Михайлович та інші.
В нафтопереробній промисловості застосовуються нова техніка й прогресивна технологія, зокрема каталітичний риформінг, каталітичний крекінг, гідроочищення, уповільнене коксування, газофракціонування. Наукові проблеми розвитку нафтопереробної промисловості вирішує Нафтопереробної і нафтохімічної промисловості всесоюзний науково-дослідний і проектно-конструкторський інститут (Київ) та інші.
В січні 2014 року повідомлялося, що Китай веде переговори про будівництво в Україні нового нафтопереробного заводу. Підприємство може бути побудовано в Херсонській або Одеській області. НПЗ буде орієнтований на експорт нафтопродуктів і буде переробляти сировину, що добувається на українському шельфі.
На той моент розглядали два майданчики - в Херсонській області на базі НПЗ, у якого вже є власник і з якими велися переговори, і в Одеській області на новому майданчику. За словами міністра, очікуваний розмір інвестицій сягне 1,5-2 млрд доларів.
27 травня 2018 року Президент Петро Порошенко провів зустріч із президентом азербайджанської державної нафтової компанії SOCAR Ровнагом Абдуллаєвим, під час якої сторони обговорили “турецькі проекти” компанії, залученість до них України та перспективи подальшого розвитку українського нафтопереробного комплексу, зокрема можливе виробництво авіаційного палива в Україні.
Частка українських НПЗ у структурі наповнення ринку бензинів за 7 місяців 2018 року склала 43,8% проти 40,6% за аналогічний період 2017 року. Зростання частки українських виробників відбувається на тлі загального звуження ринку бензинів, який за 7 місяців 2017 року скоротився на 4% до 1,123 млн тонн. За 7 місяців 2018 року Кременчуцький НПЗ (Полтавська обл.) та Шебелинський ГПЗ (Харківська обл.) сумарно виробили 492 тис. тонн бензинів, що на 3,6% більше, ніж за такий же період 2017 року. Кременчуцький НПЗ збільшив випуск бензинів 6,8% до 424 тис. тонн, Шебелинський ГПЗ скоротив 12,5% до 67,8 тис. тонн.
Зниження виробництва бензинів на «Шебелинці» пояснюється загальним зниженням переробки сировини на ГПЗ на 7,4%.
Імпорт бензинів за 7 місяців 2018 року скоротився на 9,8% до 631,3 тис. тонн. Постачання бензину з Білорусі, основного джерела імпорту цього палива, знизилися на 11,5% до 508,3 тис. тонн. Литовські і польські НПЗ групи Orlen наростили поставки на 6% до 114,1 тис. тонн. Практично весь імпорт бензинів здійснюється залізничним транспортом. На морські поставки припало 7,8 тис. тонн проти 4,6 тис. тонн за аналогічний період 2017 року.

## Нафтопереробні підприємства
В Україні існує 6 НПЗ, що мають проектну потужність переробки 63 млн т/рік, з яких 3 млн т/рік – орієнтовна розрахункова потужність НПЗ на 2018 рік.
| НПЗ                                | Контролюючий акціонер      | Проектна потужність (млн.тонн) | Виробництво 2017 р (млн.тонн) | Якість переробки          | Регіон                    | Стан                     |
| ---------------------------------- | -------------------------- | ------------------------------ | ----------------------------- | ------------------------- | ------------------------- | ------------------------ |
| Кременчуцький НПЗ                  | група Приват               | 18                             | 2.1                           | Бензин: Євро-5 ДП: Євро-5 | Полтавська область        | зупинений 18 червня 2022 |
| Лисичанський НПЗ                   | Роснафта                   | 24                             | 0                             | Бензин: Євро-4 ДП: Євро-5 | Луганська область         | зупинено березень 2012   |
| Херсонський НПЗ                    | Група Альянс (Росія)       | 8.7                            | 0                             | Бензин: Євро-1 ДП: Євро-1 | Херсонська область        | зупинено травень 2009    |
| Дрогобицький НПЗ                   | Альфа-нафта і група Приват | 3.9                            | 0                             | Бензин: Євро-1 ДП: Євро-1 | Львівська область         | зупинено січень 2012     |
| Одеський НПЗ                       | ФДМУ                       | 3.9                            | 0                             | Бензин: Євро-3 ДП: Євро-4 | Одеська область           | зупинено жовтень 2010    |
| Надвірнянський НПЗ                 | группа Приват              | 3.5                            | 0                             | Бензин: Євро-1 ДП: Євро-1 | Івано-Франківська область | зупинено травень 2009    |
| Бродівський НПЗ (не реалізовано)   | СП «БродАгроОйл»           | 8.0                            |                               |                           | Львівська область         | не реалізовано           |
| Феодосійський НПЗ (не реалізовано) |                            | 1.0                            |                               |                           | АР Крим                   | не реалізовано           |
| Шебелинський ГПЗ                   | Укргазвидобування          | 1.0                            | 0.5                           | Бензин: Євро-5 ДП: Євро-5 | Харківська область        | працює                   |

## Сировина

### Імпорт
Україна у січні 2018 року імпортувала сирої нафти і газового конденсату в грошовому вираженні на $38,5 мільйона, що на 57,8% більше, ніж за аналогічний період минулого року. Основні поставки нафти (93,9%) були здійснені з Азербайджану – на суму $36,2 мільйона та Ірану (4,8%) – $1,8 мільйона, з інших країн було поставлено сировини на $498 тисяч.